# Ставский, Иван Иванович
Иван Иванович Ставский (1877, Оршань, Могилёвская губерния — 10 марта 1957, Москва) — революционер. Руководитель ростовской стачки 1902 года, активный участник трёх революции и гражданской войны. Один из старейших членов Коммунистической партии, в её рядах с 1898 года.

## Биография
Родился в 1877 году в семье рабочего в Могилёвской губернии, в раннем детстве переехал в Ростов-на-Дону. С 15 лет работает в бригаде Главных мастерских Владикавказской железной дороги, одном из крупнейших предприятий Северного Кавказа. В конце 1897 года входит в социал-демократический кружок. В 1898 году принимает активное участие в создании в Ростове-на-Дону Донского комитета РСДРП. Активно занимается организацией марксистских кружков в городе. В 1900 году арестовывается, однако через месяц выходит на свободу за неимением улик. В этом же году по политическим взглядам уволен из мастерских, перебирается в Ярославль, вскоре там арестовывается и высылается обратно в Ростов-на-Дону. Весной 1901 году вновь арестовывается, отбывает 1,5 годовалый срок в тюрьме.
В начале ноября 1902 года, сразу после выхода из тюрьмы, возглавляет 23-х дневную Ростовскую стачку. Благодаря грамотному руководству Ставского практически полностью удается избежать жертв среди её участников, однако при этом в Донкоме РСДРП считали позицию Ставского недостаточно революционной, хотя В. И. Ленин высоко оценил его деятельность в этих событиях.
По завершении стачки спасаясь от преследований охранки эмигрирует в Швейцарию, где встретился с Лениным. В 1903 году при переходе границы арестовывается, и заключается в тюрьму, где просидел с июня 1903 по июль 1905 года. Во время революции 1905 года ведет активную борьбу в Ростове, Одессе, Луганске, дважды арестовывается, высылается в Тобольскую губернию, откуда бежит в Москву, затем уходя от преследования охранкой в Кострому. В 1908 году вновь арестовывается. С 1908 по 1917 годы живет в Москве и Петрограде. Во время февральской революции возвращается на Дон, где ведет партийную работу среди железнодорожников. Во время октябрьской революции и гражданской войны ведет большую пропагандистскую работу среди солдат и моряков в Новороссийске и Севастополе. По окончании гражданской войны работает на различных партийных должностях.
Умер в Москве в 1957 году.

## Награды
- орден Трудового Красного Знамени

## Память
Именем Ивана Ивановича Ставского назван один из проспектов города Ростова-на-Дону.